# Cussonia brieyi
Cussonia brieyi là một loài thực vật có hoa trong Họ Cuồng cuồng. Loài này được De Wild. mô tả khoa học đầu tiên năm 1914.